# Vainius Butinas
Vainius Butinas (* 5. März 1965 in Klaipėda) ist ein litauischer Grenzschützer, Leiter von Valstybės sienos apsaugos tarnyba (VSAT), General.

## Leben
1990 absolvierte er das Diplomstudium an der Fakultät der Geschichte der Vilniaus universitetas in Vilnius und 2004 das Masterstudium der Verwaltung an der Kauno technologijos universitetas in Kaunas.
Ab 1991 diente er im Grenzschutz in der Rajongemeinde Klaipėda und danach in Nida.
Ab 1993 leitete er Grenzschutzpunkt Juodkrantė, ab 1997 Personalabteilung des Departaments der Grenzschutzpolizei. Seit 2010 leitet er VSAT.
2011 beförderte ihn Andrius Kubilius  zum General im Innendienst.
Er ist verheiratet. Mit Frau Vaida hat er die Söhne Kernius und Bartas.